# Трагхаймские ворота
Трагхаймские ворота (нем. Tragheimer Tor) находились в Кёнигсберге (Пруссия) в районе Трагхайм.

## Описание
Трагхаймские ворота стояли в Мельничном переулке, который проходил вдоль Вальгассе и вёл в Палвехоф и Марауненхоф.
Эти ворота были небольшими, и особого значения не имели. Были построены из базальтовых столбов.

## История

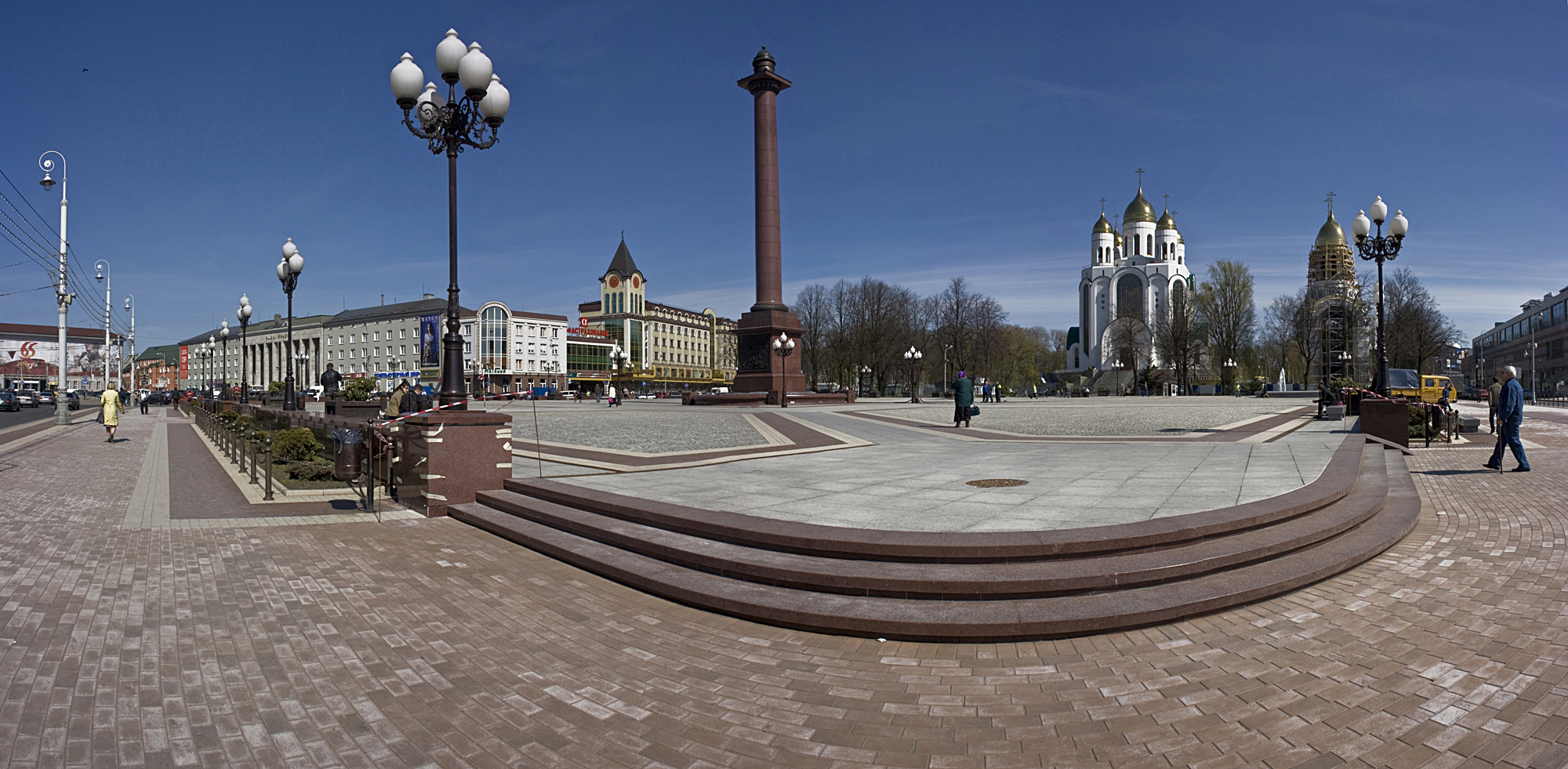
Сейчас на месте Трагхаймских ворот находится площадь Победы

В 1785 году ворота упоминаются в привязке с «Tragheimsche Gemeindehaus», где также, перед воротами, располагался магазин молочных продуктов.
В 1820 году в непосредственной близости от ворот находились различные производственные объекты, одним из которых было — борковая мельница и другим — фуражная мельница. Город Кёнигсберг сильно пострадал в процессе развития и расширения своего весьма ограниченного городского пространства, в связи с тем, что в 1900 году ситуация с расширением городского пространства должна была быть смягчена перестройкой пространства возле ворот. По этой причине Трагхаймские ворота были снесены в 1910 году.